# Universität Suhar
Die Universität Suhar (arabisch جامعة صحار, DMG Ǧāmiʿat Ṣuḥār; englisch Sohar University) ist eine private Universität in Suhar im Norden des Sultanats Oman.

## Geschichte
Die Vorgängerinstitution der Universität Suhar war das 1998 gegründete Sohar College for Applied Sciences. Zur damaligen Zeit war der ausländische akademische Partner die University of Lincolnshire & Humberside, die heutige University of Lincoln.
Sultan Qabus erließ 1999 das königliche Dekret 41/99, das den Aufbau privater Universitäten in Oman erlaubte. Die Regierung unterstützt dabei die Gründung mit einer Reihe von Maßnahmen: Steuerfreiheit für fünf Jahre; kostenloses Bauland, Kapitalbeihilfen bis zu 50 % des Eigenkapitals (maximal 3 Mio. omanischen Rial; damals etwa 6 Mio. €) sowie staatliche Stipendien für Studenten aus einkommensschwachen Familien. Dabei versucht die Regierung die Qualität der Lehre durch die verpflichtende Kooperation mit einer anerkannten ausländischen Universität und der verpflichtenden Akkreditierung beim Oman Accreditation Council (OAC) sicherzustellen.
Daraufhin wurde die Hochschule am 11. September 2001 mittels eines ministeriellen Erlasses als erste private Hochschule des Landes gegründet. Heute handelt es sich bei der Universität um eine Niederlassung der University of Queensland, mit der auch eine akademische Partnerschaft zur Sicherstellung des Qualitätsstandards besteht.

## Akademische Struktur
Die Universität verfügt über vier Fakultäten: Ingenieurwissenschaften, Angewandte Wissenschaften, Betriebswirtschaft und Sozialwissenschaften. An ihr kann man folgende Programme absolvieren: einen universitären Vorstudienlehrgang (engl. Foundation program), den "Bachelor", das "Diploma" und das "Advanced Diploma".

## Studentenzahlen
Im akademischen Jahr 2006/07 studierten insgesamt 2167 Studenten an der Hochschule. Dies waren 26,8 % mehr als im Vorjahr.
| akademisches Jahr      | 2006/07 | 2005/06 |
| ---------------------- | ------- | ------- |
| Gesamtanzahl Studenten | 2167    | 1709    |
| davon Männer           | 710     | 617     |
| davon Frauen           | 1457    | 1092    |
| Frauenquote            | 67 %    | 64 %    |